# Universitatea din Sevilla

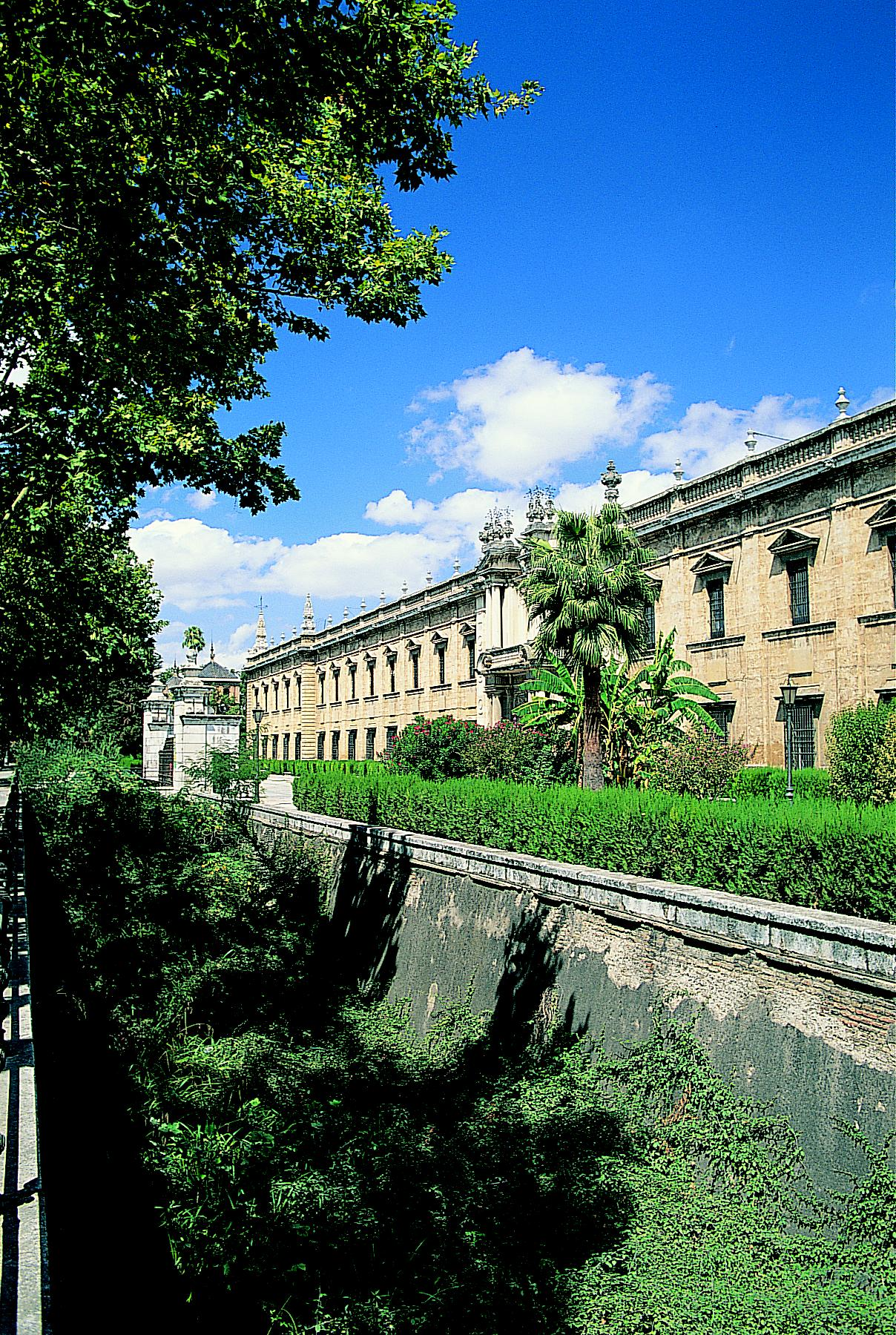
Clădirea principală a universității

Universitatea din Sevilla (în spaniolă Universidad de Sevilla) este o universitate fondată la Sevilla (Spania) în 1505, sub numele de Colegio Santa María de Jesús. Ea are peste 65.000 de studenți și este una din cele mai bine cotate universități din Spania.

## Istoric
Universitatea din Sevilla datează din secolul al XV-lea, fiind fondată de arhidiaconul Maese Rodrigo Fernández de Santaella sub denumirea inițială Colegio de Santa Maria de Jesus și confirmată ca universitate în 1505 prin bula papală a Papei Iulius al II-lea. Astăzi, Universitatea din Sevilla este cunoscută pentru activitatea de cercetare în domeniile tehnologiei și științei.
La mijlocul secolului al XIII-lea dominicanii au intenționat să-și pregătească misionarii pentru desfășurarea unei misiuni de evanghelizare în rândul maurilor și evreilor și au organizat școli pentru predarea limbii arabe, ebraice și grecești. Dorind să coopereze la această lucrare și să sporească prestigiul Sevillei, regele Alfonso cel Înțelept a înființat în 1254 „școli generale” (escuelas generales) de limbile arabă și latină la Sevilla. Papa Alexandru al IV-lea a recunoscut această instituție ca un generale litterarum studium prin bula papală din 21 iunie 1260 și a acordat membrilor săi anumite dispense cu privire la reședință. Ulterior, canonicii catedralei au instituit studii ecleziastice la Colegiul San Miguel.
Rodrigo Fernández de Santaella, arhidiaconul catedralei, care era cunoscut în general ca Maese Rodrigo, a început construcția unei clădiri pentru o universitate în 1472. Regii catolici au emis în 1502 decretul regal prin care a fost creată Universitatea din Sevilla, iar în 1505 papa Iuliu al II-lea a acordat bula de autorizare. Colegiul Santa María de Jesús a fost instalat în cele din urmă în clădirea construită de Maese Rodrigo, dar cursurile sale au fost inaugurate abia în 1516. Regii catolici și papa i-au acordat autoritatea de a conferi diplome în domeniul logicii, filozofiei, teologiei și dreptului canonic și civil. Colegio mayor de Maese Rodrigo și universitatea propriu-zisă, deși găzduite în aceeași clădire, și-au păstrat permanent identitățile lor separate, iar în secolul al XVIII-lea, universitatea a fost mutată în clădirea Colegiului San Hermenegildo, în timp ce colegiul lui Maese Rodrigo a rămas independent, deși tot mai puțin frecventat.

## Influența
Influența de la Universitatea din Sevilla, din punct de vedere ecleziastic, a fost considerabilă, deși nu este egală cu cea din Universitățile din Salamanca și din Alcalá. Printre absolvenții renumiți se includ Sebastian Antonio de Cortés, Riquelme, Rioja, Luis Germán y Ribón, fondator al Horatian Academy, Juan Sanchez, profesor de matematică la San Telmo, Martin Alberto Carbajal, Cardinalul Belluga, Cardinalul Francisco Solis Folch, Marcelo Doye y Pelarte, Bernardo de Torrijos, Francisco Aguilar Ribón, Abatele Marchena, Alberto Lista, si mulți alții din magistratură, sau au fost distinși clerici. Universitatea din Sevilla a avut o mare influență asupra dezvoltării de arte frumoase din Spania. În timpul perioadei de secularizare și de sechestrare (1845-57) Universitatea din Sevilla a trecut în controlul Statului și a primit o nouă organizație.

## Biblioteca
Biblioteca deține în jur de 777.000 volume.

## Personalități asociate
- José María de Azcárate, istoric de artă, publicist, profesor și cercetător academic specializat în sculptura Renașterii și în arta castiliană medievală[4]
- Luis Cernuda, poet
- Francisco Elías de Tejada y Spínola, profesor de filosofia dreptului
- Baltasar Garzón, judecător
- Felipe González, fost prim-ministru al guvernului Spaniei
- Alfonso Guerra, fost viceprim-ministru al guvernului Spaniei
- Mark D. Levine, membru al Consiliului Municipal al New York-ului
- Raquel Martínez Rabanal, realizatoare de programe de radio și televiziune
- Manuel Olivencia, profesor și avocat
- Pedro Salinas, profesor și poet
- Stephen Sommers, scenarist și regizor american